# بوروتا (استان اوپوله)
بوروتا (به لهستانی: Boruta) یک منطقهٔ مسکونی در لهستان است که در گمینا لوبشا واقع شده‌است.